# Dražen Petrović
Dražen Petrović (* 22. Oktober 1964 in Šibenik, SR Kroatien, SFR Jugoslawien; † 7. Juni 1993 in Denkendorf) war ein kroatischer Basketballspieler. Er gilt allgemein als einer der besten europäischen Basketballer aller Zeiten und wird noch heute von vielen Fans als Basketball-Legende und einer der erfolgreichsten Europäer in der nordamerikanischen Profiliga NBA verehrt. Mit der A-Nationalmannschaft des ehemaligen Jugoslawiens wurde er jeweils einmal Weltmeister und Europameister. Mit Cibona Zagreb gewann er unter anderem den Europapokal der Landesmeister. Im Jahr 2002 wurde er in die Naismith Memorial Basketball Hall of Fame aufgenommen. Viermal wählte ihn die italienische Gazzetta dello Sport zum besten europäischen Basketballer (1986, '89, '92 und '93). 2008 wurde Petrović als einer der 50 bedeutendsten Akteure in der Geschichte der Europaliga ausgezeichnet. Aufgrund seiner eleganten Spielweise wurde er „Mozart des Parketts“ genannt.

## Leben und Karriere
Petrović wurde als Sohn des serbischen Polizisten Jovan Petrović und der kroatischen Bibliothekarin Biserka Mikulandra in der Hafenstadt Šibenik an der Adria, im damaligen Jugoslawien geboren. Dražen Petrović war das zweite Kind des Paares. Sein älterer Bruder Aleksandar fand zuerst seinen Weg in den Basketballsport. Dražen war ein Cousin zweiten Grades des serbischen Basketballspielers Dejan Bodiroga, denn Dejans Großmutter (väterlicherseits) und Dražens Großvater (ebenfalls väterlicherseits) sind Geschwister.
Früh wurde sein außergewöhnliches Talent erkennbar; bereits mit 15 Jahren spielte er in der Nationalmannschaft Jugoslawiens, die als eine der stärksten der Welt galt. Mit 18 Jahren galt er als der beste Spieler in Jugoslawien. Scouts amerikanischer Universitäten boten ihm Sportstipendien an, jedoch nahm er keines davon an.
Nach einem Jahr Wehrdienst in der Armee wechselte er 1985 von KK Šibenik zu KK Cibona Zagreb. Dort gewann er reihenweise Titel und Trophäen, unter anderem die Landesmeisterschaft und den Korać-Cup. In seinen vier Jahren bei Cibona erreichte er in der ersten jugoslawischen Liga einen Punktedurchschnitt von 37,7 Punkten, auf europäischem Parkett erzielte er im Schnitt 33,8 Punkte. Sein Punktehighscore in einem Ligaspiel betrug 112 Punkte, in einem Europapokalspiel 62 Punkte. 1986 wurde er von den Portland Trail Blazers an 60. Stelle des NBA-Drafts gewählt. Nach einem kurzen Zwischenstopp bei Real Madrid (1988/89), mit denen er den spanischen Pokal und den Europapokal der Pokalsieger gewann und heute noch den Liga-Punkterekord für die meisten in einem Finalserienspiel erzielten Punkte hält, wechselte Petrović in die NBA.
Seine Debütsaison in Portland verlief schlechter als erwartet, hinter Superstar Clyde Drexler bekam Petrović nur wenig Spielzeit. 1991 wechselte er zu den New Jersey Nets und schaffte dort seinen Durchbruch. In der Saison 1992/93 warf er im Schnitt 22,3 Punkte pro Spiel, die bis dahin beste Leistung eines europäischen Basketballers in der NBA. Erst zehn Jahre später wurde die Bestmarke von Dirk Nowitzki übertroffen. Bei den Olympischen Spielen in Barcelona unterlag die kroatische Nationalmannschaft mit Petrović erst im Finale dem US-Dreamteam.

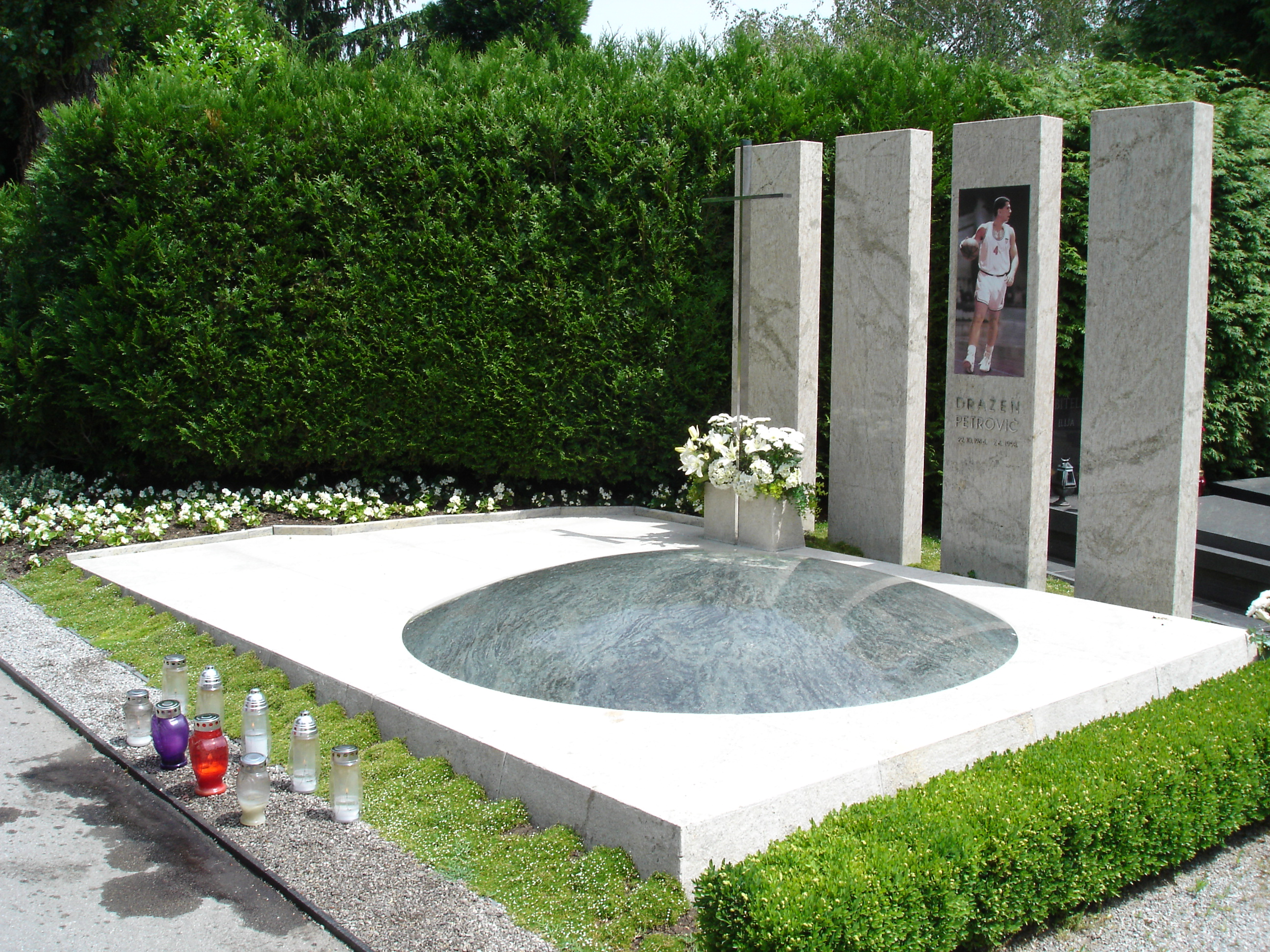
Petrovićs Grab in Zagreb

Petrovićs Vertrag mit den Nets lief 1993 aus. Um seine Verhandlungsposition in den anstehenden Vertragsverhandlungen zu verbessern, streute er Gerüchte, dass er vielleicht bei einem anderen Verein, möglicherweise auch in Europa, unterschreiben würde. Das Management der Nets ließ sich bei den Vertragsverhandlungen dennoch Zeit, sodass Petrović unter anderem mit Panathinaikos Athen verhandelte. Das letzte Angebot der Nets lautete 13,5 Mio. Dollar für vier Jahre; unklar bleibt, ob Petrović das Angebot angenommen hätte. Panathinaikos bot ihm Gerüchten zufolge einen Blankovertrag, bei dem Petrović das Gehalt selbst hätte eintragen können. Bis heute halten sich Spekulationen, dass Petrović den Vertragskonditionen Panathinaikos zugestimmt habe. Vereinsvizepräsident Athanassios Giannakopoulos bekräftigte dies erneut in einem Interview im Mai 2007.
Dražen Petrović starb am 7. Juni 1993 als Beifahrer bei einem Autounfall auf der A 9 in der Nähe von Ingolstadt, als ein Lastwagen die Leitplanke durchbrach und auf seinen Pkw aufprallte. Die Fahrerin des Pkws war seine damalige Freundin Klara Szalantzy, die den Unfall überlebte. Seit 2001 ist sie mit Oliver Bierhoff verheiratet. Dražen Petrović wurde auf dem Mirogoj-Friedhof in Zagreb beigesetzt.
Ende 1993 zogen die Nets Petrovićs Trikotnummer 3 zurück. Der Tennisspieler Goran Ivanišević, ein enger Freund von Petrović, widmete ihm seinen Wimbledon-Sieg von 2001. Petrović wurde 2007 als einer der ersten Spieler in die neu geschaffene FIBA Hall of Fame aufgenommen.

## Nationalmannschaft
| Jahr | Ereignis                             | Gastgeber                           | Platzierung | Land            |
| ---- | ------------------------------------ | ----------------------------------- | ----------- | --------------- |
| 1980 | Balkan-Meisterschaft Junioren        | Istanbul, Türkei                    | 3.          | SFR Jugoslawien |
| 1981 | Balkan-Meisterschaft Kadetten        | Thessaloniki, Griechenland          | 1.          | SFR Jugoslawien |
| 1982 | Balkan-Meisterschaft Junioren        | Patras, Griechenland                | 1.          | SFR Jugoslawien |
| 1982 | European Championship for Junior Men | Dimitrowgrad und Haskovo, Bulgarien | 2.          | SFR Jugoslawien |
| 1983 | University Games                     | Edmonton, Kanada                    | 2.          | SFR Jugoslawien |
| 1984 | Balkan-Meisterschaft                 | Athen, Griechenland                 | 2.          | SFR Jugoslawien |
| 1984 | Olympische Spiele                    | Los Angeles, Kalifornien            | 3.          | SFR Jugoslawien |
| 1986 | Weltmeisterschaft                    | Madrid, Spanien                     | 3.          | SFR Jugoslawien |
| 1987 | University Games                     | Zagreb, SFR Jugoslawien             | 1.          | SFR Jugoslawien |
| 1987 | Europameisterschaft                  | Athen, Griechenland                 | 3.          | SFR Jugoslawien |
| 1988 | Olympische Spiele                    | Seoul, Südkorea                     | 2.          | SFR Jugoslawien |
| 1989 | Europameisterschaft                  | Zagreb, SFR Jugoslawien             | 1.          | SFR Jugoslawien |
| 1990 | Weltmeisterschaft                    | Buenos Aires, Argentinien           | 1.          | SFR Jugoslawien |
| 1992 | Olympische Spiele                    | Barcelona, Spanien                  | 2.          | Kroatien        |

- Balkan-Meisterschaft Junioren, 1982 Bester Spieler
- Weltmeisterschaft, 1986 MVP
- Europameisterschaft, 1989 MVP